# Hazai Hugó
Hazai Hugó, született Haslinger (Kisbér, 1867 – Budapest, Ferencváros, 1930. augusztus 21.) író, újságíró, lapszerkesztő, államvasúti főintéző.

## Élete
Haslinger Mór (1833–1905) kisbéri kereskedő és Löwinger Vilhelmina fia. Írói pályafutását az Egyenlőségnél kezdte, ahová főleg katonai elbeszéléseket írt. Lefordította Gorkij Éjjeli menedékhely című színművét és Csirikov Zsidók című drámáját. Az 1920-as években az Őrszem című katonai lapot szerkesztette. Cikkei megjelentek a Zalai Tanügyben (A magyar könyvpiaczról, 1887) és a Komáromi Lapokban (24. szám. Boszorkánypör a XVIII. századból, 1888). Lefordította Schönthan és Schlicht Hapták című vígjátékát. 

## Családja
Felesége Reichenfeld Mária (1871–1945) volt.
Gyermekei:
- Hazai Julianna Rózsa (1902–1945)[7] orvos, férjezett dr. Orosz Lászlóné.
- Hazai Géza (1908. szeptember 28. – 2005. december 30.)[8][9] közgazda, felesége Beck Mária (1916. január 30. – 1999. november 29.) volt.

## Művei
- Rövid bibliai történet. Függelékül az izraelita ünnepek ismertetése. Izraelita népiskolák számára (Budapest. 1887)
- Katonahistóriák
- Riktung rekcz (Budapest, 1903)
- Történetek a kaszárnyából  (Budapest, 1906)
- A Császár népei (Budapest, 1908)
- Regruták sorja (Budapest, 1910)